# بوسكو جوروفسكي
بوسكو جوروفسكي (بالصربية: Бошко Ђуровски)‏ (Boško Gjurovski) (28 ديسمبر 1961 في تيتوفو في مقدونيا الشمالية – )؛ هو لاعب كرة قدم سابق كان يلعب كلاعب وسط. يلعب مع منتخب يوغوسلافيا لكرة القدم، منتخب مقدونيا لكرة القدم منذ عام 1982.

## مسيرته الكروية
لعب بوسكو جوروفسكي خلال مسيرته الاحترافية مع ناديين في سبعة عشر موسمًا وسجل خلالها 50 هدف ضمن 401 مباراة. حيث فاز في موسمين بالكأس وفي خمسة مواسم بالدوري.
خاض بوسكو جوروفسكي مسيرته مع نادي النجم الأحمر بلغراد في موسم 1978–79 ليلعب معه أحد عشر موسمًا، مشاركًا في 238 مباراة سجل خلالها 41 هدفًا. ثم انتقل إلى نادي سيرفيت في موسم 1989–90 ليلعب معه ستة مواسم، حيث شارك في 163 مباراة سجل خلالها 9 أهداف.

## وصلات خارجية
- بوسكو جوروفسكي على موقع الاتحاد الدولي (مؤرشف)  (الإنجليزية)
- بوسكو جوروفسكي على موقع الاتحاد الأوربي (الإنجليزية)
- بوسكو جوروفسكي على موقع قاعدة بيانات كرة القدم.إي يو (الإنجليزية)
- بوسكو جوروفسكي على موقع ناشيونال فوتبول تيمز (الإنجليزية)
- بوسكو جوروفسكي على موقع عالم كرة القدم.نت (الإنجليزية)
- National Football Teams